# Преображенка (Межевский район)
Преображе́нка (укр. Преображенка) — село,
Преображенский сельский совет,
Межевский район,
Днепропетровская область,
Украина.
Код КОАТУУ — 1222686601. Население по переписи 2001 года составляло 517 человек.
Является административным центром Преображенского сельского совета, в который, кроме того, входят сёла
Всесвятское и
Новотроицкое.

## Географическое положение
Село Преображенка находится на расстоянии в 1 км от сёл Новотроицкое и Всесвятское.
По селу протекает пересыхающий ручей с запрудой.

## История
- Село Преображенка основано в 1890 году выходцами из села Троицкого (ныне Петропавловского района).

## Экономика
- «Колос», ООО.

## Объекты социальной сферы
- Школа I—II ст.
- Детский сад.
- Фельдшерско-акушерский пункт.

## Достопримечательности
- Братская могила советских воинов.